# Marc Fournier (författare)
Marc Jean Louis Fournier, vanligen kallad Marc-Fournier, född 1818 i Genève, död den 5 januari 1879 i Saint-Mandé, var en schweizisk dramatiker, verksam i Frankrike.
Fournier begav sig 1838 till Paris, där han blev tidningsman och sedan teaterförfattare. År 1851 blev han direktör för Porte-Saint-Martin-teatern, som han ledde till 1868. Bland hans arbeten, huvudsakligen sensationsskådespel, märks Les libertins de Genève (1848; svenska översättningar "Fritänkarna i Genève", 1849; "Calvin i Genève", samma år); Paillasse (samma år, tillsammans med Dennery; "Pajazzo", 1851) och Manon Lescaut (1851, tillsammans med Barrière).